# Jetmir Krasniqi
Jetmir Krasniqi  född 1 januari 1995 i Klina, Förbundsrepubliken Jugoslavien, är en schweizisk-kosovansk fotbollsspelare (försvarare) som spelar för den schweiziska klubben FC Schaffhausen.